# Ngày hội văn học
Ngày hội văn học, cũng gọi là ngày hội sách hoặc ngày hội các nhà văn, là một cuộc tập hợp các nhà văn và các độc giả. Ngày hội này có thể kéo dài một số ngày và thường được tổ chức hàng năm tại một thành phố nào đó. Trong ngày hội này, các nhà văn và các độc giả có dịp tiếp xúc, trao đổi quan điểm với nhau; đồng thời cũng là dịp để các nhà văn giới thiệu các tác phẩm (mới) của mình với các độc giả.
Hàng năm, có nhiều Ngày hội văn học trên khắp thế giới. Dưới đây là danh sách (không đầy đủ) một số ngày hội văn học trên thế giới:

## Châu Á - Thái Bình Dương
- Adelaide Writers' Week, tổ chức trong dịp Ngày hội nghệ thuật Adelaide
- Brisbane Writers' Festival (29 tháng 9 tới 2 tháng 10)
- Hong Kong Book Festival, (17-19, 24-26 tháng 11)
- Hong Kong Literature Festival Lưu trữ ngày 23 tháng 10 năm 2007 tại Wayback Machine (30/6 tới 16/7
- Hong Kong International Literary Festival (7-15 tháng 3)
- Kitab ở Ấn Độ (xem Pablo Ganguli)
- Kuala Lumpur International Literary Festival (29-31 tháng 7)
- Melbourne Writers' Festival (19-28 tháng 8)
- Newcastle, New South Wales National Young Writers' Festival (28/9 tới 2/10)
- Perth Writers' Week (23/2 tới 1/3)
- Singapore Writers' Festival (26/9 tới 4/10)
- Sydney Writers' Festival (23-29 tháng 5)

## Châu Âu
- Rencontres aubrac, Pháp, Aveyron
- Arty Malta Festival, Valletta (xem Pablo Ganguli)
- International Literature Festival Berlin, Đức
- Cheltenham Literature Festival (6-15 tháng 10)
- Chester Literature Festival (tháng 10)
- Correntes d'Escritas, Póvoa de Varzim (nửa sau tháng 2)
- Edinburgh International Book Festival (13-29/8 trùng hợp với Edinburgh Festival)
- Folkestone Literary Festival (20-25/9)
- Hay-on-Wye Festival (27/5 tới 5/6)
- Venice Literary Biennale, Ý (xem Pablo Ganguli)
- Oxford Literary Festival (10-17 tháng 4)
- Peak Literary Festival (25/10 tới 5/11 và 25/5 tới 6/6)
- Prague Writers Festival (3-10 tháng 6)
- Reykjavík International Literary Festival, (Bókmenntahátíd), từ năm 2000
- Runnymede International Literary Festival, từ năm 2006 Lưu trữ ngày 4 tháng 7 năm 2007 tại Wayback Machine
- Word About Town, Hastings (15-20 tháng 11)
- Jewel of Russia (xem Pablo Ganguli)

## Trung Đông
- Majestic Petra (xem Pablo Ganguli)
- BAI - Dubai International Arts and Literary Festival (xem Pablo Ganguli)

## Bắc Mỹ
- AJC Decatur Book Festival, Decatur, Georgia (1 tới 3/9 từ năm 2006)
- Antigua and Barbuda International Literary Festival, từ năm 2006, Antigua, West Indies (7-9/11)
- Banff Mountain Book Festival (31/10 tới 2/11/2007)
- Blue Metropolis Montreal International Literary Festival (30/4 tới 3/5/2008)
- Brattleboro Literary Festival (3–5/10/2008)
- Burlington Book Festival (15–17/9/2006)
- Calabash International Literary Festival, từ năm 2001, Jamaica
- Edmonton International Literary Festival, từ năm 2002 Lưu trữ ngày 31 tháng 7 năm 2009 tại Wayback Machine, Canada’s only Creative Non-fiction Festival
- The Frye Festival, Moncton, New Brunswick, 23-27/4/2008. Honouring Northrop Frye. International cast.
- Hollywood Book Festival (28/7/2007)
- Litquake, từ năm 2002, San Francisco (tháng 10 hàng năm)
- Los Angeles Times Festival of Books, UCLA, Los Angeles, California (cuối tháng 4, đầu tháng 5)
- Midwest Literary Festival, Aurora, Illinois tuần lễ thứ 2 trong tháng 9 [2005, 2006, 2007]
- New Orleans Literary Festival (30/3 tới 3/4)
- PEN World Voices, the New York Festival of International Literature Lưu trữ ngày 7 tháng 7 năm 2009 tại Wayback Machine, New York
- Spring Literary Festival, Ohio University (3 ngày trong tháng 5, từ năm 1986)
- Ottawa International Writers Festival, từ năm 1997, mỗi năm 2 lần từ năm 2004, Ottawa, Ontario, (Canada)
- Toronto International Festival of Authors (tháng 10 hàng năm)
- Vancouver International Writers & Readers Festival (tháng 10 hàng năm)
- Virginia Festival of the Book, Charlottesville, Virginia (26–30/3/2008
- Winnipeg International Writers Festival
- Women Writers Conference, The, Lexington, Kentucky (11-13/9/2008)
- Words Alive Literary Festival, từ năm 2007, Sharon, Ontario ở Sharon Temple (21/9/2008)
- Maine Literary Festival Lưu trữ ngày 25 tháng 1 năm 2009 tại Wayback Machine, từ năm 2006, Camden, Maine (7-9/11/2008)